# Liste der Baudenkmäler in Neunkirchen (Siegerland)
Die Liste der Baudenkmäler in Neunkirchen (Siegerland) enthält die denkmalgeschützten Bauwerke auf dem Gebiet der Gemeinde Neunkirchen im Kreis Siegen-Wittgenstein in Nordrhein-Westfalen (Stand: März 2024). Diese Baudenkmäler sind in der Denkmalliste der Gemeinde Neunkirchen eingetragen; Grundlage für die Aufnahme ist das Denkmalschutzgesetz Nordrhein-Westfalen (DSchG NRW).

Die Angaben in der Liste ersetzen nicht die rechtsverbindliche Auskunft der zuständigen Denkmalschutzbehörde.
| Bild                         | Bezeichnung                  | Lage                                 | Beschreibung | Bauzeit | Eingetragen seit | Denkmal- nummer |
| ---------------------------- | ---------------------------- | ------------------------------------ | ------------ | ------- | ---------------- | --------------- |
| BW                           | Fachwerkhaus (Apotheke)      | Salchendorf Kölner Straße 309 Karte  |              |         | 21.09.1983       | 1               |
| Fachwerkhaus                 | Fachwerkhaus                 | Neunkirchen Kirchstraße 2 Karte      |              |         | 29.09.1983       | 2               |
| Fachwerkhaus                 | Fachwerkhaus                 | Neunkirchen Kirchstraße 16 Karte     |              |         | 29.09.1983       | 3               |
| Fachwerkhaus                 | Fachwerkhaus                 | Neunkirchen Kirchstraße 14 Karte     |              |         | 28.09.1983       | 4               |
| Fachwerkhaus (Alte Apotheke) | Fachwerkhaus (Alte Apotheke) | Neunkirchen Alte Apotheke 5 Karte    |              |         | 16.12.1983       | 5               |
| BW                           | Fachwerkhaus                 | Salchendorf Mittelstraße 1 Karte     |              |         | 25.03.1985       | 6               |
| Fachwerkhaus                 | Fachwerkhaus                 | Neunkirchen Hochstraße 1 Karte       |              |         | 23.10.1986       | 7               |
| BW                           | Fachwerkhaus                 | Zeppenfeld Neue Reihe 20 Karte       |              |         | 05.11.1985       | 8               |
|                              | Backhaus                     | Neunkirchen Hellergarten             |              |         | 21.03.1988       | 9               |
| BW                           | Fachwerkhaus                 | Salchendorf Hindenburgplatz 1 Karte  |              |         | 09.01.1989       | 10              |
| BW                           | Fachwerkhaus                 | Salchendorf Mittelstraße 11 Karte    |              |         | 12.12.1989       | 11              |
| Wohnraum mit Scheune         | Wohnraum mit Scheune         | Neunkirchen Kirchstraße 15 Karte     |              |         | 07.12.1990       | 12              |
| Fachwerkhaus                 | Fachwerkhaus                 | Neunkirchen Hochstraße 4 Karte       |              |         | 15.08.1991       | 13              |
| BW                           | Wohnhaus (ohne Anbau)        | Salchendorf Hindenburgplatz 7 Karte  |              |         | 20.03.1992       | 14              |
| Wohnhaus                     | Wohnhaus                     | Neunkirchen In der Klotzbach 2 Karte |              |         | 10.12.1992       | 15              |
|                              | Fachwerkhaus                 | Neunkirchen Hochstraße 3             |              |         | 13.12.1996       | 16              |
|                              | Fachwerkdoppelhaus           | Salchendorf Buchenborn 3             |              |         | 22.03.1996       | 17              |
|                              | Fachwerkgebäude              | Neunkirchen Kirchstraße 24           |              |         | 20.05.1997       | 18              |
|                              | Zweigeschossige Villa        | Neunkirchen Kölner Straße 124        |              |         | 20.05.1997       | 19              |
|                              | Kapellenschule               | Wiederstein Langenholzstraße 5       |              |         | 20.06.1997       | 20              |
|                              | Wiesenbauschule              | Neunkirchen Am Leyhof 2              |              |         | 20.06.1997       | 21              |
|                              | evangelische Kirche          | Neunkirchen Kirchstraße 19           |              |         | 20.06.1997       | 22              |
|                              | Bauernhaus                   | Altenseelbach Breitelbachstraße 20   |              |         | 13.11.1997       | 23              |
|                              | Wohnhaus                     | Struthütten Stills Weg 9             |              |         | 15.09.2016       | 24              |
|                              | evangelische Kirche          | Salchendorf Kölner Straße 323        |              |         | 03.07.2023       | 25              |
|                              | Fachwerkgebäude              | Salchendorf Mittelstraße 9           |              |         | 12.12.2023       | 26              |